# Kareti
Kareti (en népalais : करेती) est un comité de développement villageois du Népal situé dans le district de Rolpa. Au recensement de 2011, il comptait 2 365 habitants.